# Keltisches Schwein

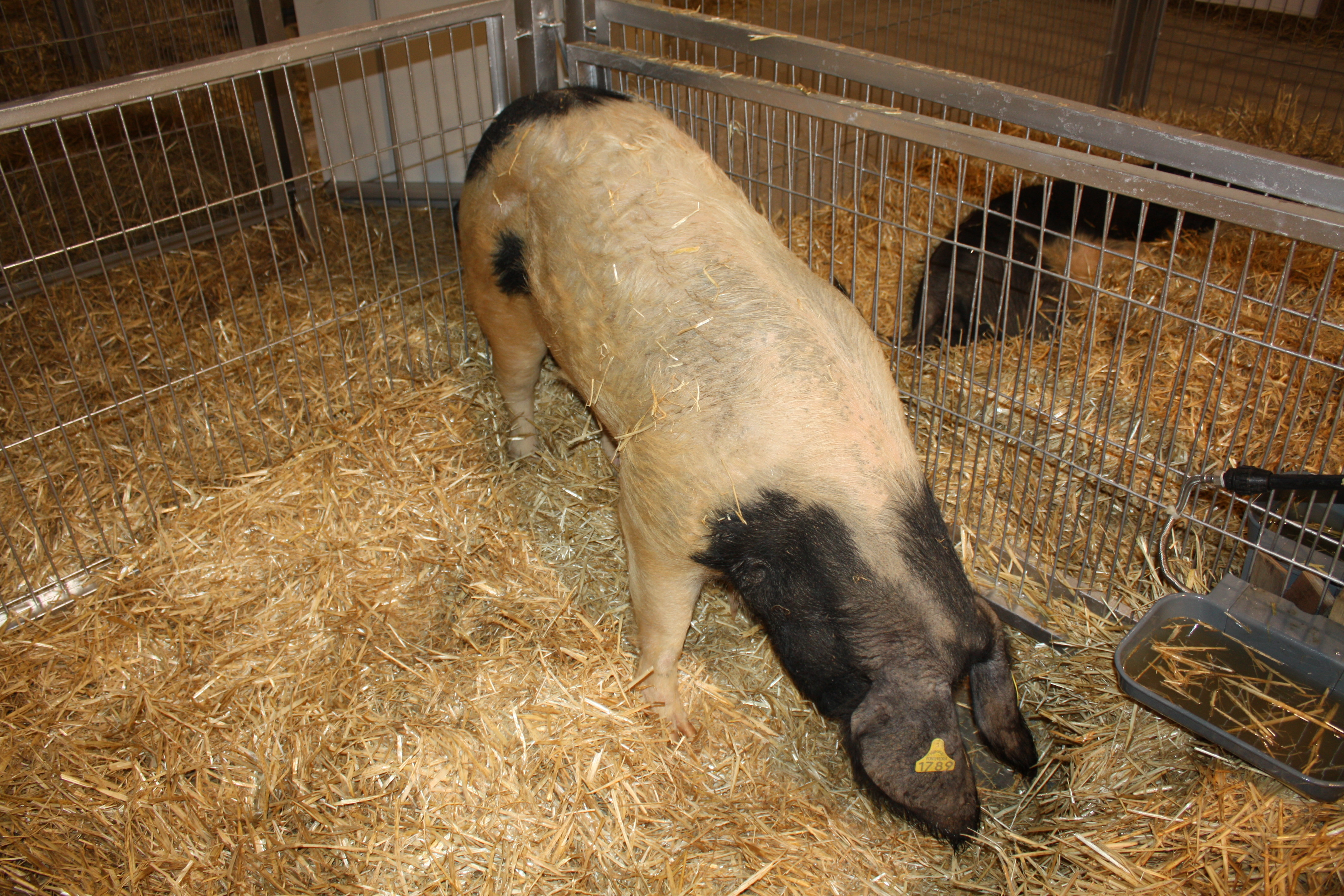
Keltisches Schwein im Silleda, Galicien

Das Keltische Schwein (Galicisch Porco celta) ist eine in Nordwest-Spanien heimische Schweinerasse.

## Geschichte
Das Keltische Schwein wurde bereits von keltischen Stämmen gezüchtet, die sich im heutigen Galicien niedergelassen hatten. Obwohl sie bis zum Anfang des 20. Jahrhunderts relativ häufig waren, waren Keltische Schweine in den 1980er Jahren fast verschwunden. Die Rasse erholt sich, und es gibt jetzt mehr als 2500 reinrassige Sauen.

## Charakteristika
- Farbe weiß und schwarz
- Körper lang
- Ohren groß und nach vorne hängend
- Ausgewachsen ca. 81 cm Schulterhöhe

## Viehzählung
| Jahr | Sauen | Ebern | Gesamt |
| ---- | ----- | ----- | ------ |
| 2009 | 2 643 | 1 751 | 4 394  |
| 2010 | 2 687 | 1 787 | 4 474  |
| 2011 | 2 587 | 1 889 | 4 476  |
| 2012 | 2 684 | 1 907 | 4 591  |
| 2013 | 2 634 | 1 668 | 4 302  |
| 2014 | 2 532 | 1 596 | 4 128  |